# Henry Van de Velde
Henry Van de Velde foi um arquitecto, designer e pintor ligado ao movimento estético conhecido como art nouveau. Nasceu em 3 de Abril de 1863 em Antuérpia (Bélgica) e faleceu em 15 de Outubro de 1957 em Oberägeri (Suíça). É considerado um dos principais representantes da Art nouveau belga e também um dos principais actores do movimento modernista.
Henry Van de Velde estudou pintura em Paris, na França, e é adepto do estilo neo-impressionista, tornando-se em 1889 membro de um grupo de artistas em Bruxelas.
Em 1892 abandona a pintura e direciona sua arte para a decoração e arquitetura, sendo considerado uma das pessoas que servem de inspiração para o movimento Arts & Crafts.
Responsável pela Escola de Artes e Ofícios, junta-se com alguns outros arquitetos e funda a tão conhecida Staatliches Bauhaus (Casa Estatal de Construção), com sede em um edifício construído por ele mesmo.
Van de Velde dá continuidade aos princípios de Morris ao procurar a funcionalidade e a simplicidade. Defende que acima do gosto decorativo está a funcionalidade, aceitando a decoração que não a prejudique. Assim, se um objecto é para ser útil deve transmitir a sua funcionalidade e igualmente seduzir o utilizador com as suas formas. A decoração e a construção fazem parte de um todo. Reconhece a importância da união da arte e da indústria; no entanto, suas criações estavam longe de serem produzidas pela máquina. Para ele o artista deveria ser um criador livre e espontâneo, e não sujeito às exigências do comercialismo nem de uma produção em série. As suas teorias ficaram como pilares para que a geração seguinte viesse a amadurecê-las e a encontrar o equilíbrio entre criatividade, estética e produção seriada.
Quando deixa a Alemanha, indica seu sucessor: Walter Gropius.

## Obras

### Arquitectura
- 1895 : Casa "le Bloemenwerf" (casa pessoal do arquitecto), Avenida Vanderaey em Uccle (Bruxelas);
- 1899 : Espaço interior do armazém da companhia do tabaco Habana em Berlim;
- 1900-1902 : Folkwang Museum em Essen, Hoje Museu Karl Ernst Osthaus;
- 1901 :  Espaço interior do salão de cabeleireiro de François Haby em Berlim;Espaço interior do salão de cabeleiro de François Haby em Berlim (actualemente : Märkisches Museum, Berlim)

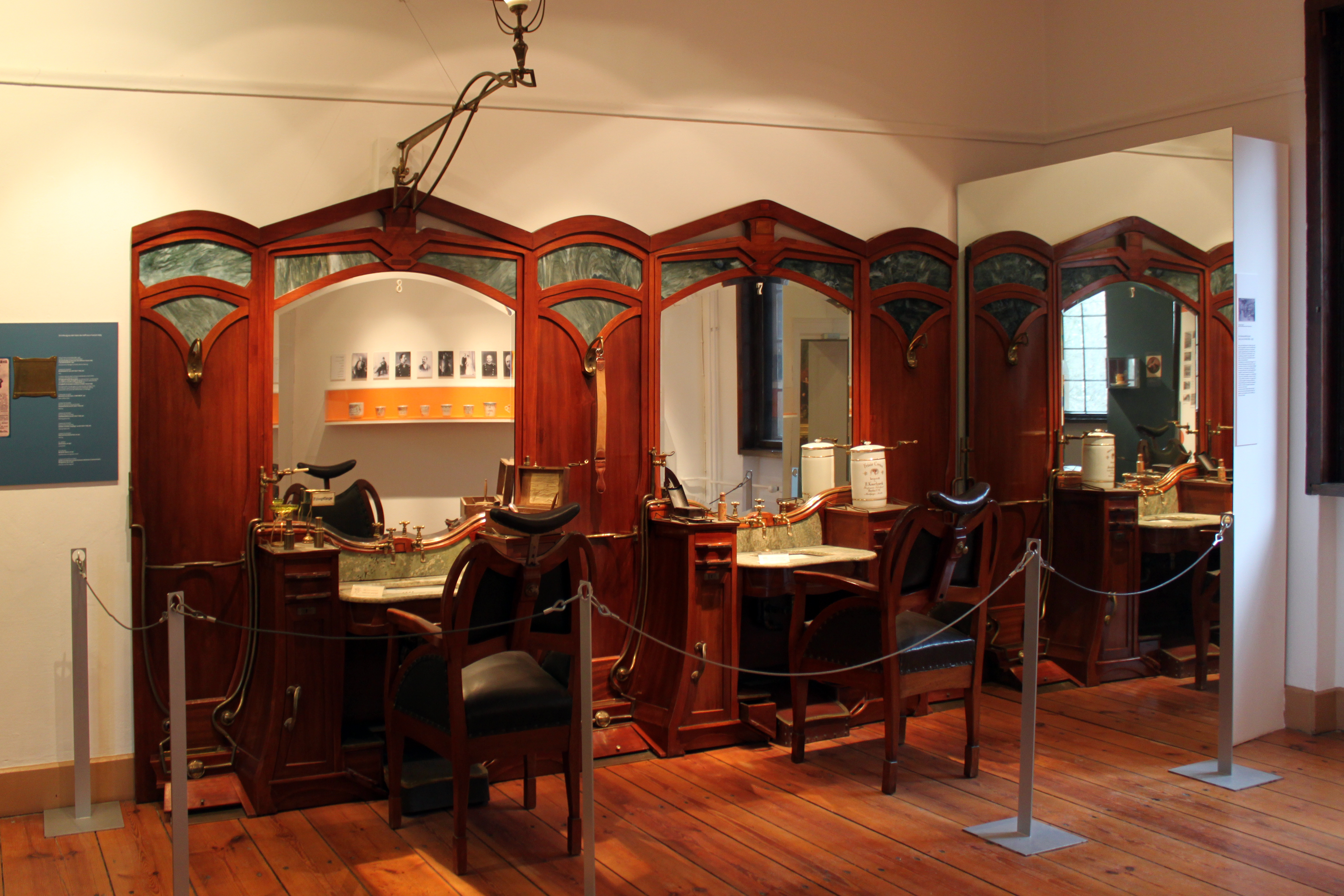
Espaço interior do salão de cabeleiro de François Haby em Berlim (actualemente : Märkisches Museum, Berlim)

- 1902-1903, 1911 (extensão) : Villa Esche1 em Chemnitz;.
- 1903 :
  - Nietzsche-Archiv em Weimar;
  - Casa De Zeemeeuw (casa do Dr Leuring) em Scheveningen;
- 1903-1905 : Sanatório de Trzebiechów;
- 1904-1908 : Kunstgewerbe (Bauhaus) em Weimar;
- 1906-1908 : Clube de tennis de Chemnitz (demolido após a Segunda Guerra Mundial );
- 1907-1908 :
  - Casa "Hohenhof" para o banqueiro Karl Ernst Osthaus em Hagen;
  - « Haus Hohe Pappeln », residência privada de Henry Van de Velde em Weimar;
- 1911 : Kunstschule (Escola das Artes e Ofícios, Bauhaus) em Weimar;
- 1913-1914 :
  - Casa "Schulenburg" (para Paul Schulenburg, um industrial do têxtil), à Gera;
  - Teatro do Werkbund em Colónia (demolido em 1920);
- 1927-1928 : « La Nouvelle Maison », residência privada de Henry Van de Velde em Tervuren;
- 1930 : Casa Wolfers em Bruxelas;
- 1931 : Casa Grégoire-Lagasse em Bruxelles;
- 1932-1936 : Instituto superior de história da arte e arqueologia e Biblioteca Central (Boekentoren) da  Universidade de Gent;
- 1936-1957 : Museu Kröller-Müller em Otterlo;
- 1937 : Pavilhão belga na Exposição internacional de Paris;
- 1939 : Pavilhão belga na Exposição internacional de Nova York

### Mobiliário
- 1895 : Mobiliário para a sua residência privada "le Bloemenwerf" em Uccle
- 1897 : Escrivaninha, Museu de Orsay (Paris);
- 1929 : Projecto para uma cadeira de cozinha.